# Остојићи (Трново)
Остојићи су насељено мјесто у општини Трново, Федерација БиХ, Босна и Херцеговина.

## Становништво
|         | 2013.       | 1991.        | 1981.        | 1971.        |
| Укупно  | 38 (100,0%) | 48 (100,0%)  | 66 (100,0%)  | 96 (100,0%)  |
| Бошњаци | 38 (100,0%) | 48 (100,0%)1 | 62 (93,94%)1 | 94 (97,92%)1 |
| Срби    | –           | –            | 4 (6,061%)   | 2 (2,083%)   |

1. 1 На пописима од 1971. до 1991. Бошњаци су пописивани углавном као Муслимани.